# Список фельдмаршалів (генерал-фельдмаршалів) Німеччини

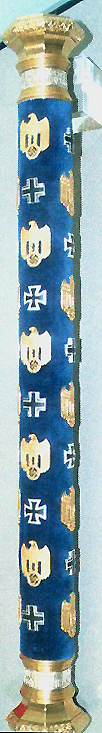
Маршальский жезл Вольфрама фон Ріхтгофена

Цей список містить перелік фельдмаршалів (генерал-фельдмаршалів) Німеччини XVII — початку XX століття і періоду 1933—1945 років.

## Список фельдмаршалів (генерал-фельдмаршалів) німецьких держав

### Список генерал-фельдмаршалів Саксонії (1356—1918)
| Ім'я та титули                                                                       | Зображення (фото) | Народився         | Помер           | Дата присвоєння звання | Прим.                                                                  |
| ------------------------------------------------------------------------------------ | ----------------- | ----------------- | --------------- | ---------------------- | ---------------------------------------------------------------------- |
| Ганс Георг фон Арнім-Бойценбург (нім. Hans Georg von Arnim-Boitzenburg)              |                   | 1583              | 28 квітня 1641  | 21 червня 1631         | також фельдмаршал Священної Римської імперії                           |
| Франц Альбрехт фон Саксен‑Лауенбурзький (нім. Franz Albrecht von Sachsen-Lauenburg)  |                   | 31 жовтня 1598    | 10 червня 1642  | 24 листопада 1632      | також фельдмаршал Священної Римської імперії                           |
| Рудольф фон Марцин (нім. Rudolph von Marzin)                                         |                   | 11 листопада 1585 | 1645            | 19 жовтня 1638         |                                                                        |
| Ернст Альбрехт фон Еберштайн (нім. Ernst Albrecht von Eberstein)                     |                   | 6 червня 1605     | 9 червня 1676   | 1 січня 1666           |                                                                        |
| Йоахім Рюдігер фон дер Гольц (нім. Joachim Rüdiger von der Goltz)                    |                   | 6 квітня 1620     | 26 червня 1688  | 28 серпня 1681         | також генерал-фельдмаршал Данії-Норвегії (1675)                        |
| Гайно Генріх фон Флеммінг (нім. Heino Heinrich Graf von Flemming)                    |                   | 8 травня 1632     | 1 березня 1706  | 16 квітня 1691         | також фельдмаршал Пруссії                                              |
| Ганс Адам фон Шьонінг (нім. Hans Adam von Schöning)                                  |                   | 1 жовтня 1641     | 28 серпня 1696  | 1 травня 1688          | також фельдмаршал Пруссії                                              |
| Єреміас Шове (нім. Jeremias Chauvet)                                                 |                   | 1619              | 13 серпня 1699  | 10 травня 1693         | також фельдмаршал Брауншвейг-Люнебурзький (1685)                       |
| Гайнріх VI Роус-Оберграйц (нім. Heinrich VI. (Reuß-Obergreiz))                       |                   | 17 серпня 1649    | 11 жовтня 1697  | 30 вересня 1697        |                                                                        |
| Адам Генріх фон Штайнау (нім. Adam Heinrich von Steinau)                             |                   | 1653              | 1712            | 27 серпня 1699         |                                                                        |
| Георг Бенедикт фон Огільві (нім. Georg Benedikt von Ogilvy)                          |                   | 19 березня 1651   | 8 жовтня 1710   | 3 грудня 1706          |                                                                        |
| Якоб Генріх фон Флеммінг (нім. Jakob Heinrich von Flemming)                          |                   | 3 березня 1667    | 30 квітня 1728  | 22 лютого 1712         |                                                                        |
| Август Крістоф фон Вакербарт (нім. August Christoph von Wackerbarth)                 |                   | 22 березня 1662   | 14 серпня 1734  | 17 квітня 1730         |                                                                        |
| Йоганн Адольф II (Саксонія-Вайсенфельс) (нім. Johann Adolf II. (Sachsen-Weißenfels)) |                   | 4 вересня 1685    | 16 травня 1746  | 26 листопада 1735      |                                                                        |
| Фредерік Август Рутовські (нім. Frederick Augustus Rutowsky)                         |                   | 19 червня 1702    | 16 березня 1764 | 11 січня 1749          |                                                                        |
| Йоган Георг фон Саксен (нім. Johann Georg von Sachsen)                               |                   | 21 серпня 1704    | 25 лютого 1774  | 27 липня 1763          |                                                                        |
| Фрідріх Генріх фон Ангальт-Дессау (нім. Friedrich Heinrich Eugen von Anhalt-Dessau)  |                   | 27 грудня 1705    | 2 березня 1781  | 6 січня 1775           |                                                                        |
| Альберт I Саксонський (нім. Albert von Sachsen)                                      |                   | 23 квітня 1828    | 19 червня 1902  | 11 липня 1871          | також Генерал-фельдмаршал Німецької (1871) і Російської імперій (1871) |
| Георг Саксонський (нім. Georg (Sachsen))                                             |                   | 8 серпня 1832     | 15 жовтня 1904  | 15 червня 1888         | також Генерал-фельдмаршал Німецької імперії (1888)                     |

### Список генерал-фельдмаршалів Бранденбург-Пруссії (1618—1701) і Королівства Пруссія (1701—1870)
| Ім'я та титули                                                                          | Зображення (фото) | Народився         | Помер             | Дата присвоєння звання | Прим. |
| --------------------------------------------------------------------------------------- | ----------------- | ----------------- | ----------------- | ---------------------- | --- |
| Отто Крістоф фон Шпарр (нім. Otto Christoph von Sparr)                                  |                   | 13 листопада 1599 | 9 травня 1668     | 26 червня 1657         | |
| Йоганн-Георг II (нім. Johann Georg II. (Anhalt-Dessau))                                 |                   | 17 листопада 1627 | 7 серпня 1693     | 24 січня 1670          | |
| Георг фон Дерфлінгер (нім. Georg von Derfflinger)                                       |                   | 20 березня 1606   | 14 лютого 1695    | 18 лютого 1670         | |
| Александер фон Шпан (нім. Alexander von Spaen)                                          |                   | 14 січня 1619     | 23 жовтня 1692    | 12 березня 1691        | |
| Ганс-Альбрехт фон Барфус (нім. Hans Albrecht von Barfus)                                |                   | ? 1635            | 23 жовтня 1704    | 11 січня 1696          | |
| Александер фон Вартенслебен (нім. Alexander Hermann von Wartensleben)                   |                   | 16 грудня 1650    | 26 січня 1734     | 23 березня 1706        | |
| Леопольд I (нім. Leopold I. (Anhalt-Dessau))                                            |                   | 3 липня 1676      | 7 квітня 1747     | 2 грудня 1712          | |
| Філіп Карл фон Віліх і Лоттум (нім. Philipp Karl von Wylich und Lottum)                 |                   | 27 серпня 1650    | 14 лютого 1719    | 27 лютого 1713         | |
| Александер цу Дона-Шлобіттен (нім. Alexander zu Dohna-Schlobitten)                      |                   | 26 січня 1661     | 25 лютого 1728    | 5 вересня 1713         | |
| Дубіслав Гнеомар фон Нацмер (нім. Dubislav Gneomar von Natzmer)                         |                   | 26 січня 1654     | 25 лютого 1739    | 3 червня 1728          | |
| Альбрехт Конрад Фінк фон Фінкенштейн (нім. Albrecht Konrad Finck von Finckenstein)      |                   | 30 жовтня 1660    | 16 грудня 1735    | 2 травня 1733          | |
| Фридріх Вільгельм фон Ґрумбкоу (нім. Friedrich Wilhelm von Grumbkow)                    |                   | 4 жовтня 1678     | 18 березня 1739   | 15 липня 1737          | |
| Адріан Бернгард фон Борке (нім. Adrian Bernhard von Borcke)                             |                   | 21 липня 1668     | 25 травня 1741    | 16 липня 1737          | |
| Ергард Ернст фон Редер (нім. Erhard Ernst von Röder)                                    |                   | 26 липня 1665     | 26 жовтня 1743    | 5 серпня 1739          | |
| Курт Крістоф фон Шверін (нім. Kurt Christoph Graf von Schwerin)                         |                   | 26 жовтня 1684    | 6 травня 1757     | 31 липня 1740          | |
| Каспар Отто фон Глазенапп (нім. Caspar Otto von Glasenapp)                              |                   | 25 червня 1664    | 7 серпня 1747     | 3 червня 1741          | |
| Самуель фон Шметтау (нім. Samuel von Schmettau)                                         |                   | 24 березня 1684   | 18 серпня 1751    | 12 червня 1741         | |
| Христіан Авґуст Ангальт-Цербстський (нім. Christian August, Fürst von Anhalt-Zerbst)    |                   | 29 листопада 1690 | 16 березня 1747   | 16 травня 1742         | |
| Леопольд II (князь Ангальт-Дессау) (нім. Leopold II, Fürst von Anhalt-Dessau)           |                   | 25 грудня 1700    | 16 грудня 1751    | 17 травня 1742         | |
| Фрідріх Вільгельм фон Доссов (нім. Friedrich Wilhelm von Dossow)                        |                   | 17 грудня 1669    | 28 березня 1758   | 15 січня 1745          | |
| Вільгельм Дітріх фон Будденброк (нім. Wilhelm Dietrich von Buddenbrock)                 |                   | 15 березня 1672   | 28 березня 1757   | 16 січня 1745          | |
| Геннінг Александер фон Кляйст (нім. Henning Alexander von Kleist)                       |                   | 4 травня 1677     | 21 серпня 1749    | 24 травня 1747         | |
| Крістоф Вільгельм фон Калькштайн (нім. Christoph Wilhelm von Kalckstein)                |                   | 17 жовтня 1682    | 2 червня 1759     | 24 травня 1747         | |
| Дітріх фон Ангальт-Дессау (нім. Dietrich von Anhalt-Dessau)                             |                   | 2 серпня 1702     | 2 грудня 1769     | 24 травня 1747         | |
| Джеймс Френсіс Едвард Кейт (нім. James Francis Edward Keith)                            |                   | 11 червня 1696    | 14 жовтня 1758    | 18 вересня 1747        | генерал-аншеф Російської імперії |
| Йоганн фон Левальд (нім. Hans von Lehwaldt)                                             |                   | 24 червня 1685    | 16 листопада 1768 | 22 січня 1751          | |
| Фрідріх Леопольд фон Гесслер (нім. Friedrich Leopold von Geßler)                        |                   | 24 червня 1688    | 22 серпня 1762    | 21 грудня 1751         | |
| Моріц фон Ангальт-Дессау (нім. Moritz von Anhalt-Dessau)                                |                   | 31 жовтня 1712    | 11 квітня 1760    | 5 грудня 1757          | |
| Фердинанд Брауншвейг-Вольфенбюттельський (нім. Ferdinand von Braunschweig-Wolfenbüttel) |                   | 12 січня 1721     | 3 липня 1792      | 14 грудня 1758         | |
| Карл Вільгельм Фердинанд (нім. Karl Wilhelm Ferdinand von Braunschweig-Wolfenbüttel)    |                   | 9 жовтня 1735     | 10 листопада 1806 | 1 січня 1787           | |
| Віхард Йоахім Генріх фон Меллендорф (нім. Wichard Joachim Heinrich von Möllendorf)      |                   | 7 січня 1724      | 28 січня 1816     | 17 серпня 1793         | |
| Александер фон Кнобельсдорфф (нім. Wichard Joachim Heinrich von Möllendorf)             |                   | 13 травня 1723    | 10 грудня 1799    | 20 травня 1798         | |
| Вільгельм Магнус фон Брюннек (нім. Wilhelm Magnus von Brünneck)                         |                   | 1 травня 1727     | 22 квітня 1817    | 17 серпня 1805         | |
| Вільгельм Курб'єр (нім. Wilhelm René de l’Homme de Courbière)                           |                   | 25 лютого 1733    | 23 липня 1811     | 22 липня 1807          | |
| Фрідріх Адольф фон Калькройт (нім. Friedrich Adolf von Kalckreuth)                      |                   | 22 лютого 1737    | 10 червня 1818    | 22 липня 1807          | |
| Ґебгард-Леберехт фон Блюхер (нім. Gebhard Leberecht von Blücher)                        |                   | 16 грудня 1742    | 12 вересня 1819   | 19 жовтня 1813         | |
| Артур Веллслі (англ. Arthur Wellesley, 1. Duke of Wellington)                           |                   | 1 травня 1769     | 14 вересня 1852   | 15 листопада 1818      | британський фельдмаршал, фельдмаршал австрійської армії, фельдмаршал ганноверської армії, фельдмаршал армії Нідерландів, маршал-генерал португальської армії, фельдмаршал російської армії |
| Людвіг Йорк фон Вартенбург (нім. Ludwig Yorck von Wartenburg)                           |                   | 26 вересня 1759   | 4 жовтня 1830     | 5 травня 1821          | |
| Фрідріх фон Кляйст (нім. Friedrich Graf Kleist von Nollendorf)                          |                   | 9 квітня 1762     | 17 лютого 1823    | 5 травня 1821          | |
| Август Найдгардт фон Ґнайзенау (нім. August Neidhardt von Gneisenau)                    |                   | 27 жовтня 1760    | 23 серпня 1831    | 18 червня 1825         | |
| Ганс фон Цітен (нім. Hans Ernst Karl von Zieten)                                        |                   | 5 березня 1770    | 3 травня 1848     | 6 лютого 1839          | |
| Карл фон Мюффлінг (нім. Karl Freiherr von Müffling)                                     |                   | 12 червня 1775    | 10 січня 1851     | 5 жовтня 1847          | |
| Герман фон Боєн (нім. Hermann von Boyen)                                                |                   | 20 червня 1771    | 15 лютого 1848    | 7 жовтня 1847          | |
| Карл Фрідріх Кнесебек (нім. Karl Friedrich von dem Knesebeck)                           |                   | 5 травня 1768     | 12 січня 1848     | 9 жовтня 1847          | |
| Карл Фрідріх Еміль цу Дона-Шлобіттен (нім. Karl Friedrich von dem Knesebeck)            |                   | 4 березня 1784    | 21 лютого 1859    | 14 березня 1854        | |
| Фрідріх фон Врангель (нім. Friedrich von Wrangel)                                       |                   | 13 квітня 1784    | 2 листопада 1877  | 15 серпня 1856         | |
| Фрідріх Карл Прусський (нім. Friedrich Karl von Preußen)                                |                   | 20 березня 1828   | 15 червня 1885    | 28 жовтня 1870         | Генерал-фельдмаршал Російської імперії |
| Фрідріх III (нім. Friedrich III)                                                        |                   | 18 жовтня 1831    | 15 червня 1888    | 28 жовтня 1870         | Генерал-фельдмаршал Російської імперії |

## Список генерал-фельдмаршалівНімецької імперії(1871—1918рр.)
| №  | Ім'я                                                                      | Портрет | Роки життя                                        | Рік присвоєння звання | Примітка |
| -- | ------------------------------------------------------------------------- | ------- | ------------------------------------------------- | --------------------- | --- |
| 1  | Ебергард Герварт фон Біттенфельд (нім. Eberhard Herwarth von Bittenfeld)  |         | 4 вересня 1796 — 2 вересня 1884                   | 8 квітня 1871         | |
| 2  | Карл Фрідріх фон Штейнмец (нім. Karl Friedrich von Steinmetz)             |         | 27 грудня 1796 — 2 серпня 1877                    | 8 квітня 1871         | |
| 3  | Гельмут Карл Бернхард фон Мольтке (нім. Helmuth Karl Bernhard von Moltke) |         | 26 жовтня 1800 — 24 квітня 1891                   | 16 червня 1871        | російський генерал-фельдмаршал |
| ★  | Альберт Саксонський (нім. Albert (Sachsen))                               |         | 23 квітня 1828—19 червня 1902                     | 11 липня 1871         | |
| 4  | Альбрехт фон Роон (нім. Albrecht von Roon)                                |         | 30 квітня 1803—23 лютого 1879                     | 1 січня 1873          | |
| 5  | Едвін фон Мантойффель (нім. Karl Freiherr von Manteuffel)                 |         | 24 лютого 1809—17 червня 1885                     | 19 вересня 1873       | |
| 6  | Леонард фон Блюменталь (нім. Leonhard von Blumenthal)                     |         | 30 липня 1810—21 грудня 1900                      | 15 березня 1888       | |
| ★  | Георг Саксонський (нім. Georg (Sachsen))                                  |         | 8 серпня 1832—15 жовтня 1904                      | 15 березня 1888       | генерал-фельдмаршал Саксонії (15 червня 1888) |
| 7  | Альбрехт Прусський (нім. Albrecht von Preußen)                            |         | 8 травня 1837—13 вересня 1906                     | 19 червня 1888        | |
| 8  | Альбрехт Австрійський (нім. Albrecht von Österreich-Teschen)              |         | 3 серпня 1817—18 лютого 1895                      | 19 червня 1888        | |
| 9  | Франц Йосиф I (нім. Franz Joseph I.)                                      |         | 18 серпня 1830 — 21 листопада 1916                | 27 лютого 1895        | Імператор Австро-Угорщини британський фельдмаршал (1903) |
| 10 | Альфред фон Вальдерзее (нім. Alfred von Waldersee)                        |         | 8 квітня 1832—5 березня 1904                      | 6 травня 1900         | |
| 11 | Готліб фон Гезелер (нім. Gottlieb von Haeseler)                           |         | 19 січня 1836—25 жовтня 1919                      | 1 січня 1905          | |
| 12 | Вільгельм фон Ганке (нім. Wilhelm von Hahnke)                             |         | 1 жовтня 1833—8 лютого 1912                       | 1 січня 1905          | |
| 14 | Вальтер фон Лое (нім. Walter von Loë)                                     |         | 9 вересня 1828—6 липня 1908                       | 1 січня 1905          | |
| 15 | Артур Вільям Патрик Альберт (англ. Arthur William Patrick Albert)         |         | 1 травня 1850—16 січня 1942                       | 9 вересня 1906        | британський фельдмаршал |
| 16 | Кароль I (рум. Carol I)                                                   |         | 20 квітня 1839—27 вересня (10 жовтня н. ст.) 1914 | 20 квітня 1909        | Король Румунії російський генерал-фельдмаршал |
| 17 | Альфред фон Шліффен (нім. Alfred von Schlieffen)                          |         | 28 лютого 1833 — 4 січня 1913                     | 1 січня 1911          | |
| 18 | Кольмар фон дер Гольц (нім. Colmar von der Goltz)                         |         | 12 серпня 1843 — 19 квітня 1916                   | 1 січня 1911          | |
| 19 | Макс Бок унд Поллах (нім. Max von Bock und Polach)                        |         | 5 вересня 1842 — 4 березня 1915                   | 1 січня 1911          | |
| 20 | Георг V (англ. George V)                                                  |         | 3 червня 1865 — 20 січня 1936                     | 16 травня 1911        | король Великої Британії |
| 21 | Фрідріх Август III (нім. Friedrich August III.)                           |         | 25 травня 1865 — 18 лютого 1932                   | 11 вересня 1912       | король Саксонії |
| 22 | Костянтин I (грец. Κωνσταντίνος A', Βασιλεύς των Ελλήνων)                 |         | 2 серпня 1868—11 січня 1923                       | 8 серпня 1913         | король Греції |
| 23 | Пауль фон Гінденбург (нім. Paul von Hindenburg)                           |         | 2 жовтня 1847—2 серпня 1934                       | 2 листопада 1914      | |
| 24 | Карл фон Бюлов (нім. Karl von Bülow)                                      |         | 24 березня 1846—31 серпня 1921                    | 27 січня 1915         | |
| 25 | Фрідріх Австрійський (нім. Friedrich von Österreich)                      |         | 4 червня 1856—30 грудня 1936                      | 22 червня 1915        | австрійський фельдмаршал (1914) |
| 26 | Август фон Макензен (нім. August von Mackensen)                           |         | 6 грудня 1849—8 листопада 1945                    | 22 червня 1915        | |
| 27 | Людвіг III (нім. August von Mackensen)                                    |         | 7 січня 1845—18 жовтня 1921                       | 26 червня 1915        | король Баварії баварський генерал-фельдмаршал (1913) |
| 28 | Вільгельм II (нім. Wilhelm II.)                                           |         | 25 лютого 1848—2 жовтня 1921                      | 23 липня 1915         | король Вюртембергу |
| 29 | Рупрехт Баварський (нім. Rupprecht von Wittelsbach)                       |         | 18 травня 1869—2 серпня 1955                      | 1 серпня 1915         | баварський генерал-фельдмаршал (1915) |
| 30 | Фердинанд I (болг. Фердинанд I)                                           |         | 26 лютого 1861—8 вересня 1948                     | 18 січня 1916         | цар Болгарії |
| 31 | Леопольд Баварський (нім. Leopold von Wittelsbach)                        |         | 9 лютого 1846—28 вересня 1930                     | 1 серпня 1916         | баварський генерал-фельдмаршал |
| 32 | Альбрехт Вюртемберзький (нім. Albrecht Herzog von Württemberg)            |         | 23 грудня 1865—31 жовтня 1939                     | 1 серпня 1916         | |
| 33 | Франц Конрад фон Гецендорф (нім. Franz Conrad von Hötzendorf)             |         | 11 листопада 1852—25 серпня 1925                  | 1916                  | австрійський фельдмаршал (1916) |
| 34 | Карл I (нім. Karl Franz Maria)                                            |         | 17 серпня 1887—1 квітня 1922                      | 12 лютого 1917        | імператор Австро-Угорщини |
| 35 | Герман фон Айхгорн (нім. Hermann von Eichhorn)                            |         | 13 лютого 1848—30 липня 1918                      | 18 грудня 1917        | Учасник австро-прусської (1866), Французько-прусської (1870–1871), Першої світової воєн у 1915–1918 рр. (Прибалтика і Білорусь, ком. 10-ї армії). Командувач німецькими окупаційними військами в Україні (1918). Убитий соціалістами в Києві. |
| 36 | Ремус фон Войрш (нім. Remus von Woyrsch)                                  |         | 4 лютого 1847—6 серпня 1920                       | 31 грудня 1917        | |
| 37 | Мехмед V (осман. محمد خامس, трансліт. Beşinci Mehmet)                     |         | 2 листопада 1844—3 липня 1918                     | 1 лютого 1918         | Османський султан |

## Список генерал-фельдмаршалів Німеччини гітлерівського періоду (1933—1945рр.)
| №  | Ім'я                      | Портрет | Роки життя                          | Рік присвоєння звання | Примітка |
| -- | ------------------------- | ------- | ----------------------------------- | --------------------- | --- |
| 1  | Вернер фон Бльомберг      |         | 2 вересня 1878 — 14 березня 1946    | 20 квітня 1936        | У 1933—1938 роках міністр імперської оборони Німеччини |
| 2  | Вальтер фон Браухіч       |         | 4 жовтня 1881 — 18 жовтня 1948      | 19 липня 1940         | Головнокомандувач Сухопутними військами Вермахту (1938—1941) |
| 3  | Евальд фон Кляйст         |         | 8 серпня 1881 — 13 листопада 1954   | 1 лютого 1943         | Кампанії: Польська (1939) — командир 22-го армійського корпусу, Французька (1940) — командувач танкової групи Кляйста, Балканська (1941) — командувач 1-ї танкової групи, Радянська (командувач 1 танкової групи/1 танкової армії): Житомир-Дніпропетровськ-Ростов(1941); Харків-Кубань (1942-43); Південна Україна (1943-44). Помер у радянському полоні. |
| 4  | Вальтер фон Райхенау      |         | 8 жовтня 1884 — 17 січня 1942       | 19 липня 1940         | Кампанії: Аншлюс Австрії (1938), окупація Судет (1938), Чехії (1939), Польська кампанія (1939) — командувач 10-ї армії (Варшава), Французька кампанія (1940) — командувач 6-ї армії (Брюссель-Дюнкерк-Париж — Лімож), Німецько-радянська війна (1941): Київ-Харків-Ростов; командувач 6-ю армією, у грудні 1941 — групою армій «Південь». Помер від серцевого нападу. |
| 5  | Вільгельм Ріттер фон Лееб |         | 5 вересня 1876 — 29 квітня 1956     | 19 липня 1940         | Кампанії: окупація Судет (1938), Чехії (1939), Командувач групи армій «С»: Західний фронт (1939), Французька кампанія (1940) — Лінія Мажино, Німецько-радянська війна: 1941 — командувач групи армій «Північ»:Прибалтика-Ленінград. У січні 1942 подав у відставку. Заарештований 1945 р., 1948-51 відбував 3-річне покарання. |
| 6  | Федор фон Бок             |         | 3 грудня 1880 — 4 травня 1945       | 19 липня 1940         | З 1935 — командувач 3-ї армійської групи (Дрезден). Кампанії: 1938 — аншлюс Австрії (командувач 8-ї армії), Польська кампанія (1939): Командувач групи армій «Північ», Французька кампанія (1940) — Командувач групи армій «В»: Нідерланди-Дюнкерк-Париж , Німецько-радянська війна: 1941 — командувач групи армій «Центр»:Білорусь-Смоленськ-Москва; 1942 — Командувач групи армій «Південь»/групи армій «В». З 12.07.1942 — у резерві. Від англійської авіабомби, якою 03.05.1945 р. була знищена машина, загинули його дружина і донька, сам фон Бок був важко поранений і помер від ран 4 травня. Єдиний із фельдмаршалів Гітлера, що загинув під час Другої світової війни від ворожої зброї. |
| 7  | Вільгельм Кейтель         |         | 22 вересня 1882 — 16 жовтня 1946    | 19 липня 1940         | З 4 лютого 1938 року очолив Верховне головнокомандування вермахту (збройних сил) (OKW) й незабаром увійшов до складу кабінету Гітлера. У жовтні 1938 у зв'язку з окупацією Судетів призначений фюрером військовим губернатором Судетенленду. З початком Другої світової війни грав виключну роль й був одним з ключових розробників військових операцій. 9 травня 1945 року Кейтель підписав повторний акт про капітуляцію Німеччини. За рішенням Нюрнберзького трибуналу був страчений через повішення 16 жовтня 1946 р. |
| 8  | Ервін Роммель             |         | 15 листопада 1891 — 14 жовтня 1944  | 22 червня 1942        | Кампанії: Французька кампанія (1940) — командир 7-ї танкової дивізії (Північна Франція); Північно-Африканська кампанія (1941-43): Лівія-Єгипет-Туніс; Італія (1943); Атлантичний вал у Франції, Нормандія (1944). Під тиском звинувачень у змові проти фюрера вимушений був отруїтися. |
| 9  | Вільгельм Ліст            |         | 14 травня 1880 — 16 серпня 1971     | 19 липня 1940         | З 1935 — ком. 4 АК, з 1938 — ком. 2-ї армійської групи (Кассель), ком. 5-ї армійської групи (Відень), ком. 14 А (Чехія); Кампанії: Польська кампанія (1939), Краків-Львів; Ком. 12 А: Французька кампанія (1940) — Седан; 1941 — Балканська — Болгарія-Греція/Югославія; Німецько-радянська війна: 1942 — ком. Групою армій «А» (Ростов-Кавказ). Арештований у 1945 р., 1947 засуджений до довічного ув'язнення, але через стан здоров'я звільнений у 1952 р. |
| 10 | Максиміліан фон Вайкс     |         | 12 листопада 1881 — 27 вересня 1954 | 1 лютого 1943         | 1933 — Ком. 3 кавалерійської дивізії (Веймар), 1935 — ком. 1 танкової дивізії (Веймар), 1937 — ком. 13-м військовим округом (Нюрнберг), 1938 — Судети та Чехія. Кампанії: 1939 — Польська кампанія (ком. 13АК (8А)): Познань-Лодзь-Варшава; 1940: Французька кампанія ((ком.2-ю армією, резерв); 1941 — Балканська (ком.2-ю армією): Загреб-Белград; Німецько-радянська війна (ком. 4-ї армії): Білосток-Гомель-Брянськ, 1942 -Курськ-Воронеж; командувач групою армій «B»: Сталінград; 1943—1945: командувач групи армій «F» (Югославія), також командувач група армій «E» (Греція), також керував окупацією Угорщини у 1944 р. У 1945-47 рр. знаходився під вартою. |
| 11 | Фрідріх Паулюс            |         | 23 вересня 1890 — 1 лютого 1957     | 30 січня 1943         | Розробник плану «Барбаросса» (1941). 1938 — нач.штабу 16 АК (Австрія, Судети), 1939 — нач.штабу 4-ї армійської групи/10 А (Лейпциг; Польща), 1940 — Бельгія; 1-й заступник начальника Генерального штабу; 1942 — 43 командувач 6-ю армією (Ізюм-Харків-Воронеж-Сталінград). Під час розгрому оточеної 6-ї армії здався у полон наступного дня після отримання звання генерал-фельдмаршала (31.01.1943), з 1944, знаходячись у полоні співпрацював з радянською владою. У 1953 р. звільнений і переданий НДР, де працював поліцейським інспектором у Дрездені. |
| 12 | Еріх фон Манштейн         |         | 24 листопада 1887 — 4 червня 1973   | 1 липня 1942          | Кампанії: 1938 — нач.штабу 12 А (Судети-Чехія); 1939: Польська кампанія — начальник штабу групи армій «Південь» (Силезія — Лодзь-Варшава); 1940: Французька кампанія — командувач 38-го армійського корпусу, 1941 — командир 56-го моторизованого корпусу; Німецько-радянська війна: 1941 –42 Клайпеда-Даугавпілс-Ленінград; командувач 11-ї армії: Крим, Ленінград (1942), командувач новосформованої групи армій «Дон» (з 1943 — «Південь»): Сталінград — Ростов — Харків — Кривий Ріг /Черкаси — Галичина. З 30.03.1944 — у відставці. Арештований 1945 р., у 1949 засуджений до 18-ти років ув'язнення; у 1952 достроково звільнений. У 1953 році всі звинувачення з Манштейна були зняті. |
| 13 | Георг фон Кюхлер          |         | 30 травня 1881 — 25 травня 1968     | 30 червня 1942        | У 1937 р. призначений командиром 1-го армійського корпусу і одночасно командувачем 1-го військового корпусу(Кенігсберг). Кампанії: 1939 — Мемель, Польська кампанія, командувач 3-ю армією (Кенігсберг-Варшава-Берестя, Данциг), 1940 — Французька кампанія, командувач 18-ю армією (Голландія-Дюнкерк-Париж); 1941 — Німецько-радянська війна (Прибалтика-Ленінград), з 17 січня 1942 — командувач військами групи армій «Північ» (Ленінград) замість В. фон Лееба; з 30.01.1944 — у відставці. Арештований у 1945, у 1947 засуджений до 25 років ув'язнення, але в 1953 вийшов на волю. |
| 14 | Ернст Буш                 |         | 6 липня 1885 — 17 липня 1945        | 1 лютого 1943         | 1938 — командувач 8-го армійського корпусу і за сумісництвом — командувач 8-м військовим округом (Бреслау), окупація Чехії; 1939 — Польська кампанія (Краків-Львів); 1940 — Французька кампанія (командувач 16-ї армії); 1941 — 43 — Німецько-радянська війна (Прибалтика-Ленінград); з 04.11.1943 — 30.06.1944 — командувач групи армій «Центр» замість генерал-фельдмаршала Г. фон Клюге; 1944 — розгром групи армій «Центр» у Білорусі. 20.03 — 04.05.1945 р. — командувач військ вермахту на Північному Заході (Данія, Шлезвіг-Голштейн, Магдебург, Нідерланди). Помер в англійському полоні від стенокардії 17.07.1945. |
| 15 | Герд фон Рундштедт        |         | 12 грудня 1875 — 24 лютого 1953     | 19 липня 1940         | 1938 — ком. 2 А (Судети); 1939 — розробник плану «Вейс» проти Польщі, Польська кампанія (командувач групою армій «Південь»); 1940 — Французька кампанія (командувач групою армій «А» — Ардени — Дюнкерк); 1941 — Німецько-радянська війна (командувач групою армій «Південь» — Україна-Ростов); з 01.03.1942 — головнокомандувач військами Вермахту на Заході (група армій «D» — Франція-Голландія), окупація Південної Франції, Нормандія, Ардени. 1945 — 48 знаходився під арештом. |
| 16 | Гюнтер фон Клюге          |         | 30 жовтня 1882 — 18 серпня 1944     | 19 липня 1940         | З 1935 — ком. 6 АК; 1938 — Австрія, Судети; з серпня 1939 — ком. 4 А, Польська кампанія, Французька кампанія (Бельгія-Дюнкерк-Бретань), Німецько-радянська війна: 1941 — Білосток-Смоленськ-Москва; з 19.12.1941 — 29.10.1943 — командувач військами групи армій «Центр» замість Ф. фон Бока (Курська битва); 02.07 — 17.08.1944 — командувач військами групи армій «D» (одночасно головнокомандувач військами Вермахту на Західному фронті); після відсторонення від командування на шляху до Німеччини отруївся, побоюючись відповідальності за співучасть у замаху на фюрера. |
| 17 | Вальтер Модель            |         | 24 січня 1891 — 21 квітня 1945      | 1 березня 1944        | 1938 — нач.штабу 4АК (Дрезден); 1939: Польська кампанія; 1940: Французька кампанія — нач.штабу 16 А, з 11.1940 — ком. 3 тд; Німецько-радянська війна: 1941 — Білосток-Мінськ-Смоленськ-Лубни; 28.10.1941 — ком. 41 мехкорпусу: Москва; 16.01.1942 — ком. 9А: Ржев, Орел — Дніпро; 29.01.1944 — ком. групи армій «Північ» (замість Г. фон Кюхлера): Нарва; 30.03.1944 — ком. групи армій «Північна Україна»: Галичина; 28.06.1944 — ком. групи армій «Центр»: Білорусь, Литва — Варшава; 17.09.1944 — головнокомандувач військами Вермахту на Західному фронті (серпень-вересень) та групи армій «B» (замість Г. фон Клюге): Нормандія — Голландія — Рур. З метою запобігти полону застрелився 21.04.1945 р. |
| 18 | Ервін фон Віцлебен        |         | 4 грудня 1881 — 8 серпня 1944       | 19 липня 1940         | 1938 — командувач 1-ю армією (Рейн), командувач 2-го армійського командування (Франкфурті-на-Майні); 15.03.1941 — 21.03.1942 — командувач групою армій «D» і головнокомандувач військами Вермахту на Заході. Перебував у відставці. 08.08.1944, за участь у невдалому заколоті проти фюрера був засуджений до смертної кари і у цей же день повішений. |
| 19 | Фердинанд Шернер          |         | 12 червня 1892 — 2 липня 1973       | 5 квітня 1945         | З 1937 — командир 98-го гірсько-піхотного полку (м. Міттенвальд), 1938 — брав участь в аншлюсі Австрії та окупації Судетської області. 1939: Польська кампанія (Львів); 1940: Французька кампанія (Бельгія-Франція), з 06.06.1940 — командир знов сформованої 6-ї гірсько-піхотної дивізії; Польща; 1941: Балканська (Греція); Німецько-радянська війна: Лапландія, 15.03.1942 — командир гірського корпусу «Норвегія»; жовтень 1943 — лютий 1944 — командир 40-го танкового корпусу (Нікополь); 07.04.1944 — 05.07.1944 — командувач групи армій «A»/групи армій «Південна Україна» (Молдавія, Крим); з 25.07.1944 — командувач групи армій «Північ» (Прибалтика); 17.01.1945 — командувач групи армій «Центр» (Польща/Словаччина — Сілезія — Чехія/Саксонія/Берлін). 18.05.1945 потрапив до рук американців, переданий до СРСР, де 1952 р. був засуджений до 25 років ув'язнення, але відбував покарання тільки до 1955 р., після чого був переданий владі ФРН, де знов був засуджений 1957 р. до 4,5 років позбавлення волі. |
| 20 | Едуард фон Бем-Ермолі     |         | 12 лютого 1856 — 9 грудня 1941      | 1918/1938             | Австрійський воєначальник у 1875—1918 роках, брав участь у бойових діях у Галичині (1914-17) і на Півдні України (1918); з 01.1918 — фельдмаршал австро-угорської армії; після окупації Судет 1938 р. його звання було підтверджено німецькою владою |

### Маршали Люфтваффе
| № | Ім'я                    | Портрет | Роки життя                        | Рік присвоєння звання | Примітка |
| - | ----------------------- | ------- | --------------------------------- | --------------------- | --- |
| 1 | Герман Герінг           |         | 12 січня 1893 — 15 жовтня 1946    | 4 лютого 1938         | Президент Рейхстагу, міністр-президент та рейхсштатгальтер Пруссії. Рейхсміністр авіації, Головнокомандувач Люфтваффе (з 1935), власник одного з найбільших німецьких промислових концернів «Герінг». З 19.07.1940 — Рейхсмаршал. Найближчий соратник Адольфа Гітлера, другий після фюрера керівник Третього рейху. Брав участь у 1-й світовій війні, був асом-льотчиком. З 1922 член Націонал-соціалістичної партії й керівник СА (штурмових загонів). Як політичний уповноважений Гітлера (з 1930) та голова рейхстагу (з серпня 1932), відіграв активну роль у встановленні нацистської диктатури в 1933. Засуджений на Нюрнберзькому процесі до смертної кари через повішення; перед стратою покінчив життя самогубством. |
| 2 | Ергард Мільх            |         | 30 березня 1892 — 25 січня 1972   | 19 липня 1940         | У 1926—1933 роках головний виконавчий директор «Люфтганзи». З квітня 1933—1944 — Статс-секретар Імперського міністерства авіації. З 1940 — командувач 5-м повітряним флотом (Норвегія, Франція). З 1941 — начальник озброєнь ПС. Відбував покарання у 1947—1955 рр. |
| 3 | Альберт Кессельрінг     |         | 30 листопада 1885 — 16 липня 1960 | 19 липня 1940         | Командував повітряним флотом під час агресії проти Польщі, Франції і СРСР, з грудня 1941 по травень 1945 головнокомандувач військами Південного Заходу (Середземномор'я, Італія) і Заходу (Західна Німеччина). |
| 4 | Гуго Шперрле            |         | 7 лютого 1885 — 2 квітня 1953     | 19 липня 1940         | З жовтня 1933 року командир 8-го піхотного полку, оберст. У квітні 1934 року переведений у «секретні» Люфтваффе, де брав активну участь у їх створенні і очолив таємно створену 1-шу авіадивізію. З 1935 р. — командувач 5-м авіаційним військовим округом (Мюнхен). 1936 — 37 р.- командир легіону «Кондор» в Іспанії. З лютого 1938 р. — командувач 3-тю групою ПС (Мюнхен), (з 1939 р. — 3-й повітряний флот). Брав участь в аншлюсі Австрії та окупації Чехословаччини. Під час Польської кампанії 1939 року 3-й повітряний флот підтримував групу армій «C» (генерал-полковника В. Фон Лееб) на Західному фронті. У Французькій кампанії 1940 року авіація Шперрле підтримувала війська групи армій «A» (генерал-фельдмаршал Г. Фон Рундштедт). Після розгрому Франції очолив дії німецької авіації в «битві за Британію» (1940). У 1941—1944 роках — на чолі ПС Третього Рейху на Заході (Париж). У 1945 — 48 знаходився під арештом, але був виправданий і звільнений. |
| 5 | Вольфрам фон Ріхтгофен  |         | 10 жовтня 1895 — 12 липня 1945    | 16 лютого 1943        | Служив у складі Легіону Кондор в Іспанії. З початком Другої світової війни командував спеціалізованим авіаційним об'єднанням штурмової авіації — 8-м повітряним корпусом в Польській кампанії, яке згодом перетворилося на повноцінний авіаційний корпус в кампаніях в Західній Європі. Продовжував діяти в передових порядках під час битви за Британію і у ході Балканської кампанії в 1940 і 1941. На Східному фронті він домігся помітних успіхів у Кримській кампанії в 1942 році. Після битві під Сталінградом був переведений на Середземноморський театр воєнних дій, де очолив ПС в Італійській кампанії. 1944 р. був відправлений у відставку за станом здоров'я. У травні 1945 року незабаром після капітуляції Німеччини був заарештований американськими військами, але 12 липня 1945 помер в полоні від пухлини мозку. |
| 6 | Роберт Ріттер фон Грайм |         | 22 червня 1892 — 24 травня 1945   | 25 квітня 1945        | У 1934 р. повернувся у відтворені ПС Німеччини; у 1937-39 р. — начальник Управління особового складу ОКЛ (Головне командування люфтваффе). З лютого 1939 р. — командир 5-ї авіаційної дивізії. У 1939 дивізія Грейма у складі 3-го повітряного флоту прикривала захід Рейху. На початку 1940 року 5-а авіадивізія була розгорнута в 5-й повітряний корпус, який брав участь у Французькій кампанії 1940 р., а у 1940—1941 рр. — в «битві за Британію». Навесні 1941 року 5-й корпус був перекинутий на Схід для підтримки групи армій «Південь», воював в Україні. У квітні 1942 року Грейм змінив генерала В. фон Ріхтгофена на посту командувача авіаційною оперативною групою «Ост», створеної замість 2-го повітряного флоту. У травні 1943 року група «Ост» була перетворена на 6-й повітряний флот, який підтримував групу армій «Центр» і німецькі війська на Смоленщині, в Білорусі, Східній Пруссії, Польщі і Померанії, в 1945 — на берлінському напрямку і в Чехословаччині. З 25.04.1945 — формальний командувач ПС Німеччини замість Г.Герінга. 23.05.1945 арештований американцями, наступного дня отруївся у шпиталі у Зальцбурзі. |